# Українські православні парафії в Австралії і Океанії
Українські православні парафії в Австралії і Океанії входять переважно до Австралійсько-Новозеландської єпархії Української православної церкви в діаспорі, яка перебуває у юрисдикції Вселенського патріархату. Кілька парафій перебувають у юрисдикції канонічно ізольованих православних деномінацій.

## Єпархії УАПЦ, УАПЦ-Соборноправної і входження у Константинопольську православну церкву
Першу православну Літургію українською мовою на Австралійському континенті було відслужено 26.09.1948 р. священником Ананієм Теодоровичем в англіканській церкві Св. Івана Хрестителя в м. Кенбері.
Австралія була одна із небагатьох країн, де УАПЦ змогла жити, розвиватися і зберегти православних українців та їхню ідентичність.
Митрополит Полікарп Сікорський благословляє у 1948 р. на місію о. Ананія Теодоровича, новостворена єпархія стала і залишається частиною УАПЦ в діаспорі, єднаючись із єпархіями в Західної Європи воєдино.
У 1948 р. в м. Канберра створено першу громаду УАПЦ Св. Миколая.
Лікарська комісія переселенчого табору Функказерне в Мюнхені вкінці 1951 року остаточно ствердила неможливість переїзду Владики Ніканора до Австралії. 
Єпископ Сильвестр (Гаєвський), відіграючи помітну ролю в австралійському церковному русі, у 1953 р. став єпископом-вікарієм архиєпископа Івана (Данилюка), а після його смерти 1965 року очолив УАПЦ в Австралії . Помер у Мельбурні (Австралія).
У середині 1950-их років сформувалась і група соборноправних священиків в Австралії. Вони на початку 1955 року вибрали кандидатом на єпископа Дмитра Буртана, який у липні 1955 року прийняв чернецтво з іменем Донат, а вже 28 серпня 1955 року в м. Чикаго його висвятили на єпископа УАПЦ-Соборноправної для Австралії єпископи Григорій (Огійчук) та Микола (Урбанович). Але вже наступного, 1956 року Донат був прийнятий через перевисвяту в УАПЦ, і поєднався з групою правлячого єпископа Австралійської єпархії УАПЦ Сильвестра (Гаєвського), у якого став заступником (вікарієм). Слідом за Донатом, до УАПЦ перейшли наступні "соборноправні" священики Австралії: Всеволод Коломийцев-Майданський, Анатолій Стришинський, Олександр Зелінський. Пізніше Донат (Буртан) пояснював, що умисне перейшов у 1954 р. до "соборноправників", щоб привести їх потім до єдності з УАПЦ (Українці в Австралії: матеріяли до історії поселення українців в Австралії. Мельбурн, 1966, с. 176).
На початку 1980-их років у Австралії служили священики УАПЦ Василь Подригуля, Володимир Салига (перші двоє керували громадами конфесії, зареєстрованої під назвою "УАПЦ Австралії та Нової Зеландії"), Юрій Семенчук, та Борис Стасишин (останні  двоє керували громадами конфесії, зареєстрованої під назвою "УПЦ (автокефальна) Австралії").
Сьогодні парафіями в Австралії під духовним керівництвом першоієрарха православних українців у діаспорі Митрополита Антонія Щерби опікуються архипресвітер Микола Сердюк, архимандрит Онуфрій (Думич), о. Євген Кваснюк, о. Василь Касіян, о. Михайло Соломко, о. Михайло Смолинець, о. Богдан Возняк, о. Василь Олевич та о. Юрій Федів.
Внаслідок рішень, прийнятих на 18-ому черговому Соборі Української Автокефальної Православної Церкви (Вселенського Патріархату) в Австралії та Новій Зеландії, проведеному у м. Сідней 9-10 липня 2016 року, було внесено три суттєві зміни. 
По-перше, проживаючий у Бельгії архієпископ Парнаський Іоанн (Дерев’янка) попросив митрополита Антонія (Щербу), старшого за хіротонією та найвищого за саном архієрея серед українського єпископату діаспори, про своє звільнення від виконання єпископських обов’язків щодо парафій Австралії та Нової Зеландії через погіршення здоров’я, і це прохання з боку собору було задоволено.  
По-друге, першоієрарх Української Православної Церкви в Нью-Джерсі (США) митрополит Антоній (Щерба) взяв на себе пряму єпископську відповідальність за Церкву в Австралії та Новій Зеландії. 
По-третє, було прийнято рішення змінити назву з "Української Автокефальної Православної Церкви Австралії та Нової Зеландії" на "Українську Православну Церкву в Австралії". 
Зокрема, фактичним керівником Австралійсько-Новозеландської єпархії у 2016 році став священик Михайло Соломко, настоятель Миколаївської парафії в м. Канберра, обраний на 18-ому єпархіальному соборі в липні 2016 року новим головою Консисторії УАПЦ у Австралії (замість увільненого протопресвітера Миколи Сердюка).
Він же паралельно працює адміністратором українського культурного центру Канберри. Його заступником став Жуківський Анатолій Анатолійович, син Анатолія Кабайди-Жуківського (1912-1998), засновника та першого старости парафії УАПЦ у м. Канберра.
Станом на 2023 рік в юрисдикції Константинопольської православної церкви (Українська православна церква в діаспорі) в Австралії та Океанії перебувало 11 парафій.
| №  | Назва                               | Країна        | Населений пункт                  | Адреса                                                                | Настоятель                                                                               | Примітки             | Фото |
| -- | ----------------------------------- | ------------- | -------------------------------- | --------------------------------------------------------------------- | ---------------------------------------------------------------------------------------- | -------------------- | ---- |
| 1  | Церква Покрова Пресвятої Богородиці | Австралія     | Ессендон, Мельбурн               | 91 Buckley Street Essendon, Victoria, Australia                       | митр. прот. Возняк Богдан Олександрович, раніше служив на теренах Прикарпаття та Волині. |                      |      |
| 2  | Церква святого Андрія Первозванного | Австралія     | Аделаїда                         | 420 Torrens Road Kilkenny, 5009 Adelaide, South Australia             | прот. Євген Кваснюк                                                                      |                      |      |
| 3  | Церква Успіння Пресвятої Богородиці | Австралія     | Балаклава                        | 17 Camden Street Melbourne, Balaclava, Vic, 3183                      | архім. Онуфрій (Думич)                                                                   |                      |      |
| 4  | Церква святого Миколая Чудотворця   | Австралія     | Брисбен                          | 60 Vallely Street Annerley Qld 4103                                   | архіпресвітер Микола Сердюк ієр. Юрій Федів                                              |                      |      |
| 5  | Церква святого Афанасія             | Австралія     | Ґранвілл, передмістя Сіднею      | 35 William Street Granville, Sydney, NSW, 2141                        | прот. Михайло Соломко                                                                    | Заснована 1956 року. |      |
| 6  | Церква Різдва Пресвятої Богородиці  | Австралія     | Джилонг                          | 14 Alder Crescent Bell Park, Vic 3215                                 | митр. прот. Василь Касіян                                                                |                      |      |
| 7  | Церква святого Миколая Чудотворця   | Австралія     | Канберра                         | 6 McKay Gardens, Turner Australian Capital Territory 2601             | прот. Михайло Соломко                                                                    |                      |      |
| 8  | Церква Святої Трійці                | Австралія     | Мельбурн                         | 567 Rathdawn Street Melbourne, North Carlton, Vic 3054                | архім. Онуфрій (Думич)                                                                   |                      |      |
| 9  | Церква святого Миколая Чудотворця   | Австралія     | Перт                             | 2a Ferguson Street Perth, Maylands, Western Australia , 6051          | прот. Василь Олевич                                                                      |                      |      |
| 10 | Церква Покрови Пресвятої Богородиці | Австралія     | Стретфілд, передмістя Сіднею     | Cnr Arthur Street & Mitchell Road Strathfield West, Sydney, NSW, 2135 | прот. Михайло Смолинець                                                                  |                      |      |
| 11 | Місія Покрови Пресвятої Богородиці  | Нова Зеландія | Понт-Шевальє, передмістя Окленду | 8a Booscawen Street Point Chevalier, Auckland                         | староста Г. Сергієнко                                                                    |                      |      |

## Канонічно ізольовані
"Канонічно ізольованою" вважається колишня парафія Австралійсько-Новозеландської єпархії УАПЦ на честь Преображення Господнього у місті Блектаун, яка, не погодившись на приєднання більшості парафій УАПЦ (під омофором митрополита Костянтина Багана) у 1990-их рр. до юрисдикції Константинополя, отримала 1 липня 2000 року реєстрацію під назвою "Ukrainian Autocephalic Orthodox Church Community Of Holy Transfiguration In Blacktown Incorporated" (Українська автокефальна православна церковна спільнота Святого Преображення у Блектауні інкорпорована). 
Пізніше, за непідтвердженими даними, перейшла до УПЦ-КП. Згідно з реєстраційними даними, головою громади числиться Віталій Лозбін, а заступниками голови значаться Андрій Безкоровайний і Наталія Блер  
Також отримують реєстрацію, вже як нові релігійні організації, громада під назвою «Українська автокефальна православна церква в Австралії та Новій Зеландії» (у містечку Оберн, передмісті Сіднею, зареєстрована 1 липня 2000 року, уповноваженими особами стали прот. Євген Кваснюк - колишній настоятель парафії БАПЦ у м. Аделаїда, та священик УАПЦ Михайло Смолінець), та громада під назвою  «Українська автокефальна православна церква» при побудованому 1966 року Покровському кафедральному соборі (у містечку Муні-Пондс, або Ессендон, передмісті Мельбурну, зареєстрована 14 листопада 2002 року, уповноваженими особами стали Ігор Мороз, Михайло Корнійчук та Грег Онуляк). Раніше громаду очолювали священики УАПЦ Борис Стасишин (помер 2006 року) та Іван Пашуля. 
Частину громади став окормлювати чинний священик ПЦУ Богдан Возняк, однак сам цей факт не може трактуватися, як перехід громади з УАПЦ (незалежної) до ПЦУ.
В числі останніх, як нова релігійна організація, була зареєстрована 1 липня 2005 року в містечку Белла Віста за 30 кілометрів від Сіднею громада під назвою «Українська автокефальна православна церква в Австралії та Новій Зеландії святого Афанасія», існуюча з 1 липня 1999 року. Очолив її Іван Журавель 
| № | Назва                               | Країна    | Населений пункт                                | Адреса                                          | Настоятель | Примітки | Фото |
| - | ----------------------------------- | --------- | ---------------------------------------------- | ----------------------------------------------- | ---------- | -------- | ---- |
| 1 | Церква Покрова Пресвятої Богородиці | Австралія | Муні-Пондс, або Ессендон, передмістя Мельбурна | 91 Buckley Street Essendon, Victoria, Australia |            | УАПЦ     |      |

| 2 | Церква Преображення Господнього | Австралія | Блектаун, передмістя Сіднею | 35 Kildare Rd Blacktown, New South Wales, 2148, Australia 91 |  | УАПЦ, у 2019 році розкололась. |  |

## Парафії колишнього екзархату УПЦ-КП
"Канонічно ізольованою" вважалися до 2022 року колишні парафії існуючого до 2016 року Грецького екзархату УПЦ-КП в Австралії: храм святого Сави Калімноського у передмісті Сіднею Банксіа, та храм св. Василія Великого у містечку Іслінгтон (Ньюкастл) у штаті Новий Південний Уельс. У 2019 році вони мали перейти до вікаріату ПЦУ 
Громаду святого Сави Калімноського зареєстрував у 2014 році греко-старостильний священик Сава Пізаніас, який наступного 2015 року приєднався до Грецького екзархату УПЦ-КП, який до своєї смерті 2016 року очолював митрополит Хризостом (Бакомітрос). Пізаніас став його генеральним вікарієм.
12 листопада 2017 року митрополит Переяслав-Хмельницький Епіфаній (Думенко) освятив храм святого Сави в передмісті Сіднею Банксіа. 
Також статус автономії мала парафія св. Михаїла у м. Аделаїда (передмістя Кройдон), настоятелем якої був священик Михаїл Бик. 
Всі вказані парафії мали увійти у новостворений 2019 року Вікаріат Православної Церкви України в США, Канаді, Австралії та Японії (The Vicariate of The Orthodox Church of Ukraine in The United States, Canada, Australia and Japan), який вважався правонаступником раніше існуючого однойменного вікаріату УПЦ-КП.
Але Константинопольський Патріархат вирішив інакше. 29 березня 2022 року собор Грецької архиєпископії Австралії розпорядився прийняти дві парафії Сави Пізаніаса - святого Сави та святого Василія у свою юрисдикцію, без будь-якого особливого статусу. 
| № | Назва                                    | Країна    | Населений пункт               | Адреса                                                            | Настоятель                              | Примітки | Фото |
| - | ---------------------------------------- | --------- | ----------------------------- | ----------------------------------------------------------------- | --------------------------------------- | -------- | ---- |
| 1 | Церква святого Сави Калімноського Нового | Австралія | Банксіа, передмістя Мельбурна | 316 Princes Hwy, Banksia. 2216.Sydney, New South Wales, Australia | прот. Сава Пізаніас (Fr Savas Pizanias) |          |      |
| 2 | Церква святого Михаїла                   | Австралія | Аделаїда                      | 427 Port Road, Croydon. 5008. Adelaide, South Australia           | прот. Михаїл Бик (Fr Michael Byk)       |          |      |